# روبن بورموث
روبن بورموث (بالألمانية: Robin Bormuth) (19 سبتمبر 1995 في ألمانيا - ) هو لاعب كرة قدم ألماني في مركز الدفاع.

## روابط خارجية
- روبن بورموث على موقع قاعدة بيانات كرة القدم.إي يو (الإنجليزية)
- روبن بورموث على موقع Soccerway.com (الإنجليزية)
- روبن بورموث على موقع عالم كرة القدم.نت (الإنجليزية)